# 大石村 (滋賀県)
大石村（おおいしむら）は、滋賀県栗太郡にあった村。現在の大津市大石各町にあたる。

## 地理
村域の大部分は標高200–400 mの山地や丘陵で占められる。河川はいずれも深い谷を形成しており、平野は瀬田川、信楽川、大石川の合流部にわずかに見られるのみである。
- 山岳：花立ノ峰、猪背山、八筈ヶ岳、笹間ヶ岳
- 河川：瀬田川、信楽川、大石川

## 歴史

### 大津市への編入
昭和初期に大津市の都市計画が膳所町、石山町、瀬田町、滋賀村、坂本村、下阪本村を含む区域で策定され、その実現のために大津市、滋賀村、膳所町、石山町の合併が行われた。大津市の都市構想は1950年（昭和25年）12月に拡大され、大石村は下田上村、上田上村、雄琴村とともにこの都市構想の中に組み入れられた。他村では合併に反対する動きがあったが、大石村は大津市との繋がりが強かったことから合併に積極的で、1951年2月27日に村会で大津市との合併を決議した。最終的に大津市、坂本村、下阪本村、雄琴村、大石村、下田上村での合併に落ち着き、3月26日付で滋賀県から合併が許可された後、大石村では3月29日に解村式が行われた。3月31日に合併調印式が行われ、1951年4月1日付で大石村は大津市に編入された。

### 年表
- 1889年（明治22年）4月1日 - 町村制の施行により、曽束村・小田原村・竜門村・淀村・大石中村・東村・富川村の区域をもって発足。
- 1951年（昭和26年）4月1日 - 大津市に編入。同日大石村廃止。

## 産業
茶業が盛んであった。大石村域での茶業は江戸時代から行われていたが、明治初期に茶が海外輸出品となってから生産が拡大された。1902年（明治35年）時点では397戸のうち200戸超が茶業に関わっていたという。

## 大字
大字曾束、大字小田原、大字龍門、大字淀、大字大石中、大字東、大字富川の6つの大字を置いた。大津市への編入後の1951年7月15日に町の設置が行われ、6大字はそれぞれ大石曾束町、大石小田原町、大石龍門町、大石淀町、大石中町、大石東町、大石富川町となった。